# Mesquinhata
Mesquinhata is een plaats (freguesia) in de Portugese gemeente Baião en telt 408 inwoners (2001).